# Elohim creando a Adán
Elohim creando a Adán es un cuadro del pintor William Blake, realizado en 1795, que se encuentra en la Tate Britain de Londres, Reino Unido.
En esta pintura, el artista refleja la lucha contra el materialismo, constante en toda su obra poética y artística. Sobre una puesta de sol y cuyos rayos rojos se dibujan en un cielo de color azul oscuro, Dios crea, pasando a gran velocidad sobre el barro del que surge su criatura, después de pronunciar las palabras de la creación según la Biblia. Adán tiene una serpiente enroscada en sus piernas, aludiendo a la caída en el pecado.
La admiración que Blake sentía por la obra de Miguel Ángel puede apreciarse en esta acuarela, en la que imita los rasgos anatómicos del Creador en los frescos de la Capilla Sixtina.

## Fuente
- Esta obra contiene una traducción  derivada de « Elohim crea Adamo» de Wikipedia en italiano, publicada por sus editores bajo la Licencia de documentación libre de GNU y la Licencia Creative Commons Atribución-CompartirIgual 4.0 Internacional.